# Universitat de Ginebra

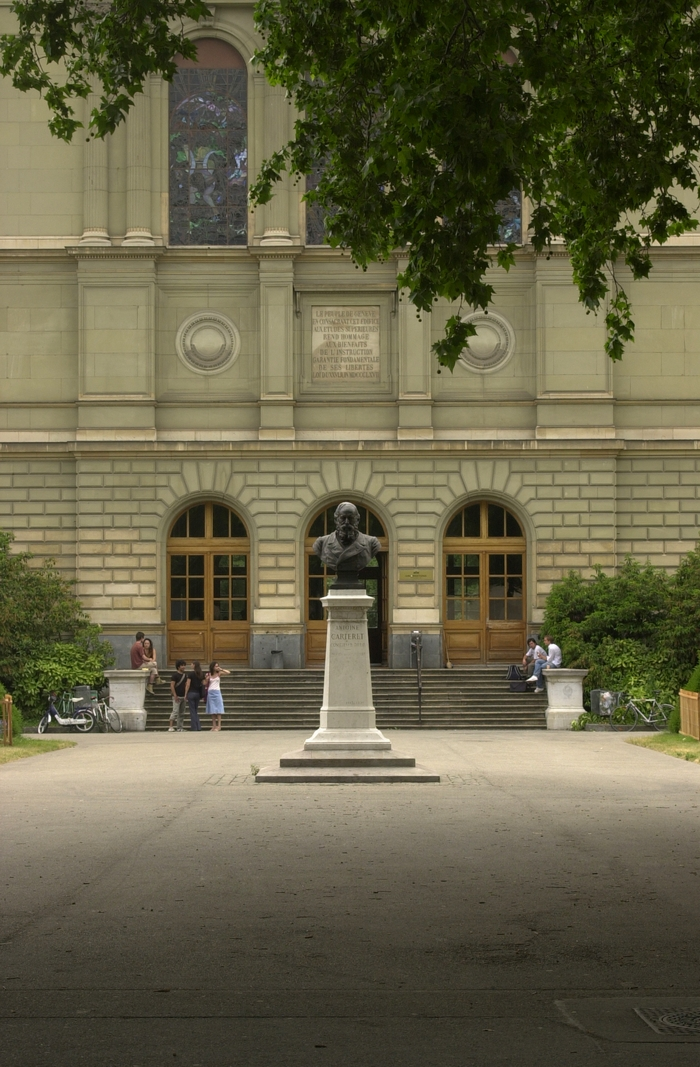
Universitat de Ginebra

La Universitat de Ginebra (Université de Genève) és una universitat a Ginebra, Suïssa. Va ser fundada per Joan Calví el 1559. Inicialment va ser un seminari teològic, on també es va ensenyar Dret. L'ensenyament va seguir sent marcadament teològic durant el segle xvii, on es van començar a agregar altres disciplines, mentre es convertia en un centre per a Il·lustració erudita.
El 1873 van caure les seves associacions religioses, amb la qual cosa, va adquirir el caràcter secular. Avui ocupa un paper capdavanter en molts camps, ja que la seva localització a Ginebra li dona una ubicació privilegiada per als estudis en assumptes diplomàtics i internacionals. Així mateix és considerada una de les universitats d'avantguarda en la investigació a Europa, realitzant notables descobriments en les ciències de la Terra i genètica, entre altres camps. És membre del Grup Coïmbra i de la LERU.